# Bjørn Bjørnson
Bjørn Bjørnson (ur. 15 listopada 1859 w Christianii, zm. 14 maja 1942 w Oslo) – norweski reżyser, aktor i dramaturg.
Syn pisarza Bjørnstjerne Bjørnsona i aktorki Karoline Bjørnson. Studiował w Berlinie i Wiedniu. Wielokrotnie grał rolę tytułową w sztuce Peer Gynt Henrika Ibsena. W latach 1885-1893 uchodził za artystycznego przywódcę teatru Christiania. Był dyrektorem Teatru Narodowego od otwarcia tej sceny w roku 1899 do roku 1907 i ponownie w latach 1923-1927. W roku 1893 ożenił się ze śpiewaczką operową, Giną Oselio.

## Sztuki
- Johanne, 1898
- Solen skinner jo, 1913
- En tørst kamel, 1919